# オーヴァーランド・リミテッド
オーヴァーランド・リミテッド（英語: Overland Limited）は、ユニオン・パシフィック鉄道等により1887年から、1963年にかけ運行された、大陸横断の旅客列車。

## 概要
1869年、ユニオン・パシフィック鉄道とセントラル・パシフィック鉄道（後にサザン・パシフィック鉄道に買収）による路線が、北米大陸における最初の大陸横断鉄道としてネブラスカ州オマハからカリフォルニア州サクラメントまでの 2,826 km（1,756マイル）を結んだ。この経路はオーヴァーランド・ルート（Overland Route）と呼ばれた。 
オーヴァーランド・リミテッドは、1887年にオーヴァーランド・フライヤー (Overland Flyer)として、ユニオン・パシフィック鉄道（UP）により運行を開始した。
当初は、ミルウォーキー鉄道（Chicago, Milwaukee, St. Paul and Pacific Railroad, CMSP&P RR）、ユニオン・パシフィック鉄道、サザン・パシフィック鉄道を連絡し、イリノイ州シカゴからカリフォルニア州オークランド・サンフランシスコ間を結んだ。その後、1889年から1955年にかけての66年間はミルウォーキー鉄道に代わりシカゴ・ノース・ウェスタン鉄道と提携、シカゴからオマハまで、同社の路線を経由した。
当初より大陸横断の主要列車として活躍したが、1936年には同区間に流線型の シティ・オブ・サンフランシスコが登場、航空機や自動車の普及により、次第に大陸横断の主役から退き、ユタ州オグデン・オークランド間のサザン・パシフィック鉄道線区内では一時期、ドームカー（full dome）が連結されたが、最終的には1963年を最後に運行を終了した。その後、ユニオン・パシフィック鉄道線区内では愛称名の無い27・28列車（郵便列車・乗務員車を旅客に開放）となり暫くの間存続した。

## 歴史

### 年表
- 1887年: オーヴァーランド・フライヤー（Overland Flyer）運行開始
- 1890年: オーヴァーランド・リミテッド（Overland Limited）に改称
- 1931年: サンフランシスコ・オーヴァーランド・リミテッド（San Francisco Overland Limited）に改称
- 1947年: サンフランシスコ・オーヴァーランド（San Francisco Overland）に改称
- 1963年: サンフランシスコ・オーヴァーランド（San Francisco Overland）運行停止

### 1953年9月19日の編成
サンフランシスコ発シカゴ行き、シャイアン出発時。
| 使用車両 | 車両愛称・形式   | 車種                                                                      |
| -------- | ---------------- | ------------------------------------------------------------------------- |
| UP823    | 4-8-4蒸気機関車  | 蒸気機関車                                                                |
| UP419    |                  | コーチ（座席・回送）                                                      |
| UP3003   |                  | バゲージ（荷物車）                                                        |
| UP3000   |                  | バゲージ（荷物車）                                                        |
| SP3403   |                  | バゲージ・ドミトリー（荷物・乗務員車）                                    |
| SP2343   |                  | コーチ（座席）                                                            |
| UP5318   |                  | コーチ                                                                    |
| UP5304   |                  | コーチ                                                                    |
| UP529    |                  | コーチ                                                                    |
| UP5209   |                  | コーチ                                                                    |
| SP10204  |                  | ダイニング                                                                |
| SP2981   |                  | ビュッフェ・ラウンジ                                                      |
| UP       | IMPERIAL BIRD    | 寝台車（4ダブルベッドルーム・4コンパートメント・2デュリューイングルーム） |
| UP       | AMERICAN TRAILS  | 寝台車（6セクション・6ルーメット・4ダブルベッドルーム）                   |
| UP       | PACIFIC BEND     | 寝台車（10ルーメット・6ダブルベッドルーム）                               |
| PRR8311  | KASKASKIA RAPIDS | 寝台車（10ルーメット・6ダブルベッドルーム）                               |